# NGC 7006

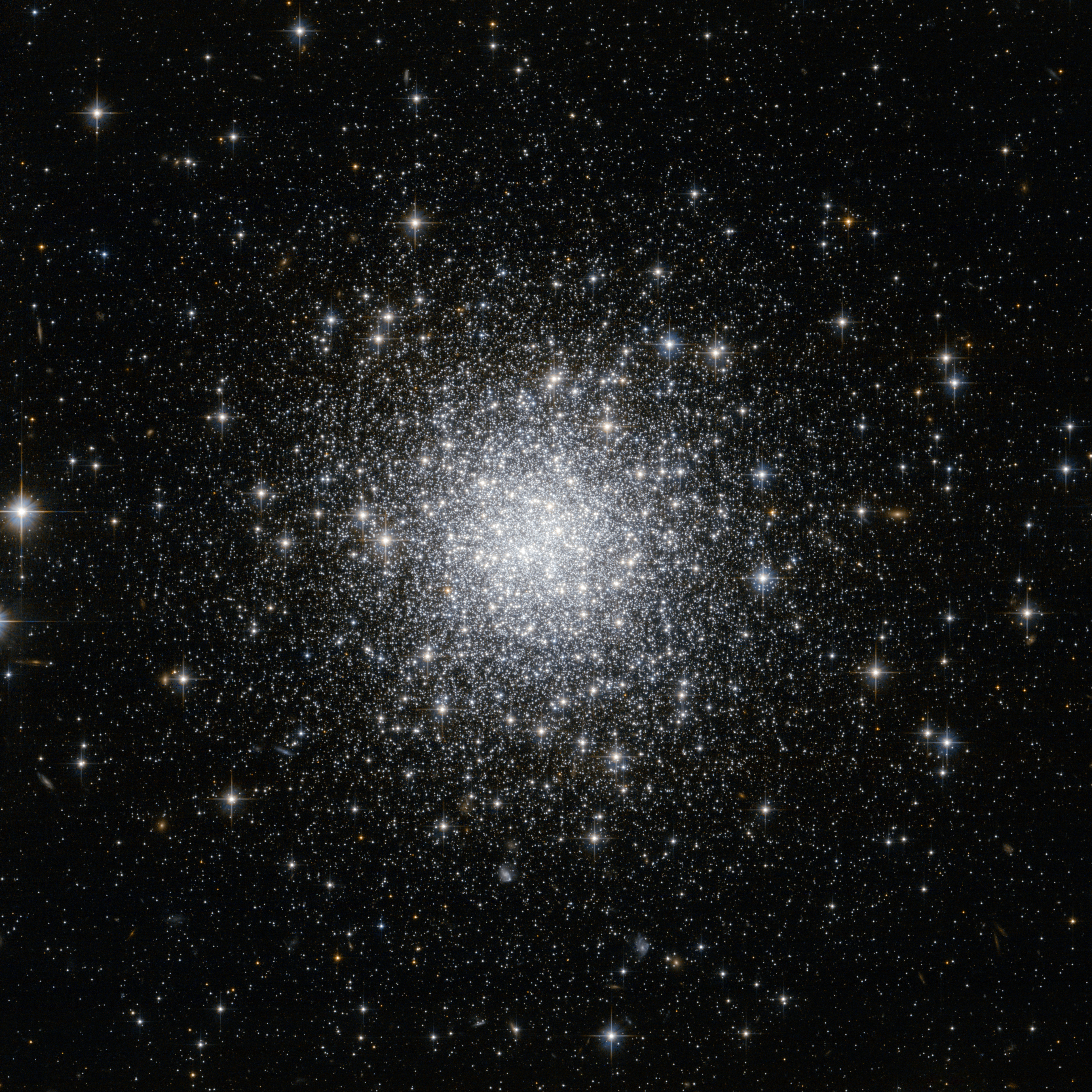
NGC 7006

NGC 7006 (denumită și Caldwell 42) este un roi globular situat în constelația Delfinul.  Se află la aproximativ 135 000 de ani lumină depărtare de Soare. 